# واندره ساگریلو مونتریو
واندره ساگریلو مونتریو (به پرتغالی: Vandré Sagrilo Monteiro) هافبک اهل برزیل است که در شهر Santiago، ریو گرانده جنوبی و در تاریخ ۳ ژوئیهٔ ۱۹۷۹ به دنیا آمده‌است.
واندره ساگریلو مونتریو در تیم‌های فوتبال Criciúma، Santo Ângelo، Joaçaba EC، Santo Ângelo، São José (RS)، Brasil de Pelotas، RS Futebol، Veranópolis، Glória، RS Futebol، Veranópolis، Internacional (RS) سابقهٔ حضور دارد.